# Клопов, Леонид Фёдорович
Леонид Фёдорович Клопов (1918—2012) — советский учёный-специалист в области разработки ядерного оружия, генерал-майор авиации, доктор технических наук (1974); лауреат Ленинской премии (1963) и Государственной премии СССР (1967).

## Биография
Родился 14 апреля 1918 года в деревне Ямская Ковраковского сельского совета Юрьевецкого района Ивановской области.
С 1937 года после окончания курса Ивановского энергетического института призван в ряды РККА. С 1939 года после окончания Военно-морского авиатехнического училища был назначен младшим авиатехником 63-й авиаэскадрильи Тихоокеанского флота. С 1940 года инструктор-курсовой командир Военно-морского авиатехнического училища. С 1941 года участник Великой Отечественной войны. 24 июня 1945 года был участником Парада Победы на Красной площади в Москве.
С 1950 года после окончания Военно-воздушной инженерной академии имени Н. Е. Жуковского назначен адъюнктом и преподавателем академии. В 1953 году защитил диссертацию на соискание звания кандидата технических наук.
С 1953 года работал в системе атомной промышленности СССР — направлен в закрытый город Арзамас-16 начальником отдела КБ-11, параллельно с основной деятельностью занимался преподаванием. В 1954 году участвовал в Тоцких войсковых учениях с применением ядерного оружия.
С 1955 года направлен в закрытый город Челябинск-70 — начальник Испытательного отделения, с 1965 года главный конструктор ВНИИТФ. Параллельно с 1959 года преподавал на Отделении № 6 МИФИ. С 1972 года назначен заместителем начальника Пятого Главного управления (проектирование ядерного оружия) и председателем Секции № 1 НТС-2 МСМ СССР. Внёс вклад в разработку первого поколения ядерных боеприпасов для стратегических ракет РВСН, бомбового вооружения ВВС и морской авиации. Участвовал в выработке и проведении в жизнь отраслевой научно-технической политики в области специального приборостроения и ядерных боеприпасов.
С 1990 года в отставке. Умер 4 мая 2012 года в Москве.

## Общественная деятельность
С 1963 года избирался депутатом городского Совета депутатов трудящихся, членом бюро ГК КПСС города Свердловска-45. В 1965 и в 1967 году избирался депутатом Челябинского областного Совета депутатов трудящихся 10-го и 11-го созывов.

## Награды
Источники:

### Ордена
- Орден Ленина (1962)
- Орден Октябрьской революции (1971)
- Два Ордена Трудового Красного Знамени (1966, 1976)
- Два Ордена Красной Звезды (1953, 1956)
- Орден Мужества (1997) — «за участие в работах с ядерными боеприпасами в экстремальных условиях»

### Премии
- Ленинская премия (1963)
- Государственная премия СССР (1967)

### Звания
- Почётный гражданин города Свердловск-45 (25.4.1972[2])